# Labitzkého lávka
Labitzkého lávka spojuje Mariánskolázeňskou ulici s Mírovým náměstím v Karlových Varech, kde na říčním kilometru 43,9 překlenuje řeku Teplou. Lávka pochází z roku 1874, opravena byla v roce 1990. Roku 1991 byla ministerstvem kultury prohlášena kulturní památkou. Zachovala se jako jediná ze souboru lávek v lázeňském centru.

## Stavební podoba
Lávka o délce 17 m a šířce 3 m má litinovou konstrukci a kované zábradlí. Kvůli ochraně proti velké vodě je sklopná.

## V kultuře

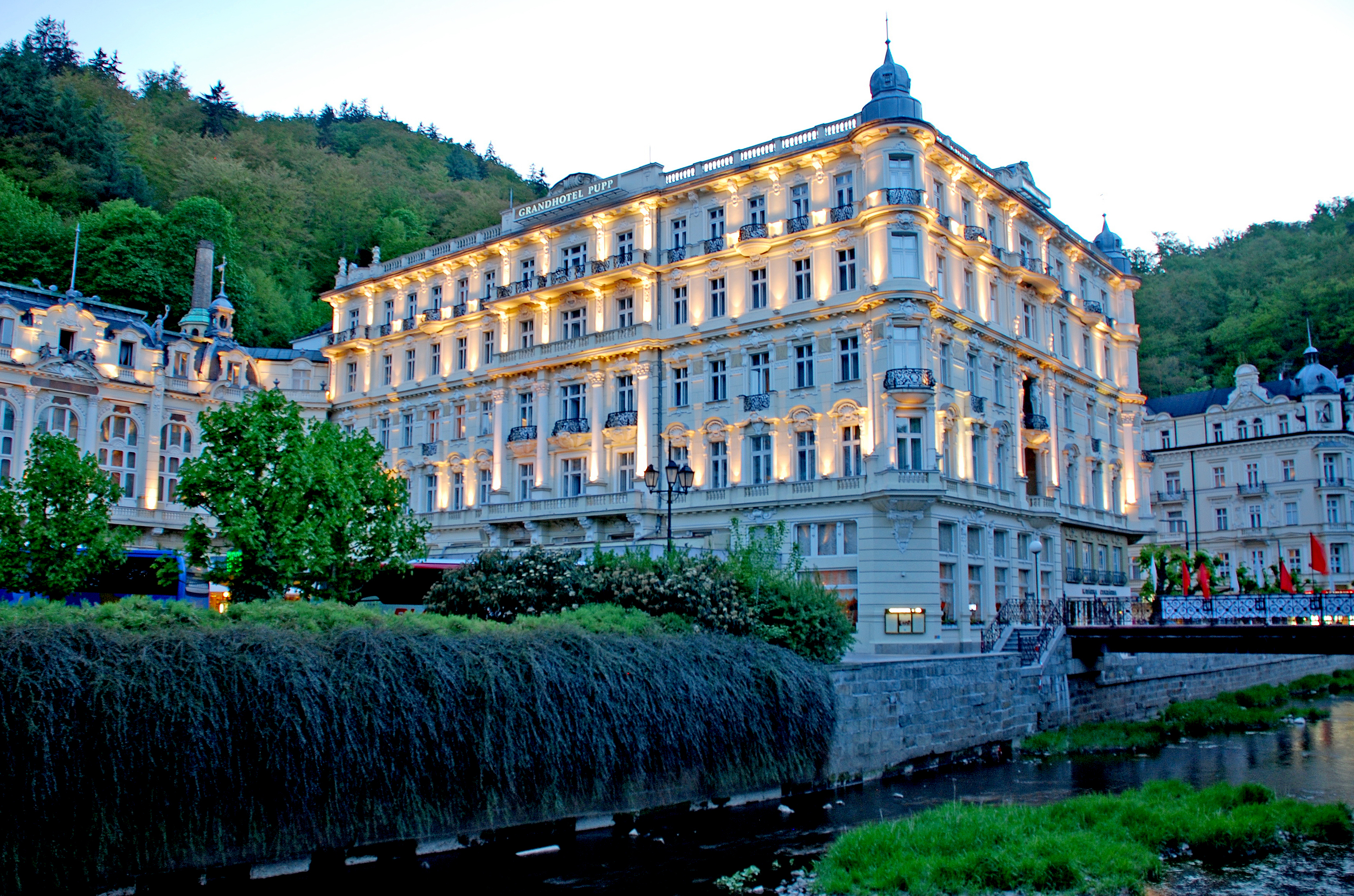
Nástupní schodiště na nižším levém břehu

ve filmu
V českém road movie Florenc 13.30 se na mostě dohadují fotbaloví fanoušci, kdy bude zápas mezi Spartou a Karlovými Vary. Ve filmu Poslední prázdniny z roku 2006 se ve scéně na lávce objevuje Queen Latifah.

## Památky v okolí
- Grandhotel Pupp